# Odoev
Odoev è una cittadina della Russia europea centrale, situata nella oblast' di Tula; appartiene amministrativamente al rajon Odoevskij, del quale è il capoluogo.